# Rudolf Kassner
Rudolf Kassner (* 11. September 1873 in Groß-Pawlowitz, Österreich-Ungarn; † 1. April 1959 in Sierre, Kanton Wallis) war ein schlesischer und  österreichischer Schriftsteller, Essayist, Übersetzer und Kulturphilosoph. In den Jahren 1918–1945 war er Staatsangehöriger der Tschechoslowakei.

## Leben
Kassners Familie war aus Schlesien nach Mähren (damals Österreich-Ungarn) eingewandert. Sein Vater Oskar Kassner war Gutsbesitzer und Zuckerfabrikant; seine Mutter Bertha, geborene Latzel, war eine Schwester von Adolf Latzel. Sein Großonkel mütterlicherseits war Josef Latzel. Kassner begriff sich selbst als Mischung aus der deutschen Abstammung mütterlicherseits und der slawischen väterlicherseits, wobei er angab, von der Mutter das „Blut“, vom Vater den „Geist“ geerbt zu haben (Das physiognomische Weltbild, 116ff.).
Rudolf war das siebte von zehn Kindern. Mit neun Monaten erkrankte er an Kinderlähmung, was eine lebenslange Gehbehinderung zur Folge hatte.
Er wuchs in einer streng katholischen Umgebung auf. Seine Schulbildung erlangte er durch einen Hauslehrer. Er studierte Nationalökonomie, Geschichte und Philosophie in Wien und in Berlin, wo er Vorlesungen bei dem völkischen Historiker Heinrich von Treitschke hörte. 1897 hat er mit der Dissertation Der ewige Jude in der Dichtung promoviert.
Ausgedehnte Reisen – trotz seiner körperlichen Behinderung – unternahm Kassner nach Russland, Nordafrika und Indien. Er lebte für kurze Zeit in Paris, London und München. Seine ersten Schriften wurden von den Fin-de-Siècle-Künstlern wohlwollend aufgenommen. Die damalige Münchner Bohème gehörte zu seinem Bekanntenkreis, darunter Frank Wedekind und Eduard Graf von Keyserling. Zu Kassners Bekannten zählten auch Ulrich Graf von Brockdorff-Rantzau, Paul Valéry und André Gide. Von 1900 bis 1906 gehörte er zu den regelmäßigen Mitgliedern des Wiener Zirkels um den Kulturphilosophen und Antisemiten Houston Stewart Chamberlain, von dem sich Kassner später distanzierte.
Im Jahr 1902 begegnete er Hugo von Hofmannsthal und 1907 Rainer Maria Rilke. Mit beiden verband ihn lebenslang eine tiefe Freundschaft, mit beiden korrespondierte er. Rilke widmete ihm die achte Duineser Elegie; beide hielten Kassner zeitweise für den hellsichtigsten Kulturphilosophen der Gegenwart.
Nach dem Ausbruch des Ersten Weltkrieges zog Kassner nach Wien. Die Verbreitung seiner Schriften wurde 1933 offiziell im Deutschen Reich durch die Nationalsozialisten verboten. Dennoch erschienen seine Bücher weiterhin im Insel Verlag, etwa das Buch der Erinnerung (Leipzig 1938). Weil er mit einer Jüdin verheiratet war, wurde ihm nach dem Anschluss Österreichs an das nationalsozialistische Deutsche Reich 1938 „Schreibverbot“ erteilt. Seine Frau war mit Hilfe von Hans Carossa aus Österreich geflohen.
1945 übersiedelte Kassner in die Schweiz. 1946 zog er nach Sierre (Siders) im Wallis, wo auch sein Freund Rilke die letzten Jahre seines Lebens verbracht hatte. Seit 1950 war er Mitglied der Deutschen Akademie für Sprache und Dichtung. An der Universität Zürich hielt er in der Nachkriegszeit Vorlesungen. In Sierre lebte er bis zu seinem Tode 1959.
Im Jahr 1960 wurde in Wien-Döbling (19. Bezirk) die Rudolf-Kassner-Gasse nach ihm benannt.

## Werk
Rudolf Kassners Werk ist äußerst eigenwillig und zeugt zugleich von immenser Belesenheit. Kassner selbst wollte es in drei Perioden eingeteilt wissen: 1900–1908 der Ästhetizismus; 1908–1938 die Physiognomik und ab 1938 autobiografische Schriften, religiös-mystische Essays und „meta-politische“ Deutungen des Weltgeschehens. In Kassners Werk zeigt sich eine deutliche Abneigung gegen strenge Systementwürfe. Er bevorzugte formlosere Schreibweisen wie Essay, Aphorismus, Prosaskizzen, Gleichnis und Allegorie. Dennoch bewegt sich sein Denken in bestimmten kohärenten Bahnen und kehrt immer wieder zu denselben Motiven zurück.
Kassner trat als ausgeprägter Antirationalist auf. Seine Schriften übernehmen Motive und Begriffe der mittelalterlichen Mystik, der Hermetik und der indischen Philosophie. Die wichtigste Fähigkeit des Verstandes war für ihn nicht die Ratio, sondern die Einbildungskraft, die für ihn „lebendige Anschauung“ bedeutete. Der analytisch-rationalen Zergliederung der Welt glaubte er, mit „Ganzheit“ der Anschauung beikommen zu können.
Sein frühes Feindbild ist der „Dilettant“, der für ihn jeder moderne Mensch ist, der sich und seine Stellung in der Welt überschätzt, der Künstler sein will, ohne das „Ganze“ der Welt erkennen zu können, der ein Opfer des Relativismus und des Individualismus ist. Der Moderne hält er entgegen, dass sie ohne „Maß“ sei, dem Menschen nicht mehr seinen Platz zuweisen könne. Die einzige Art und Weise, wieder zu „Maß“ und „Größe“ zu kommen, sei „Passion“ und „Leiden“. Ein weiteres Feindbild ist der „Schauspieler“, der mit den gesellschaftlichen Rollen nur spiele und sich damit zum Komplizen der Moderne mache.
Der originellste Teil seines Werkes sind wohl die ab 1908 entstandenen Schriften zur Physiognomik. Kassners Physiognomik ist keine systematische Anleitung, aus den Gesichtszügen den Charakter zu lesen; es handelt sich vielmehr im Kern um eine konservative Kulturphilosophie. Die Moderne begriff Kassner als Krise der Kultur, die im Gesicht des Menschen Spuren der Entfremdung und Entwurzelung hinterlässt. In der geistigen Landschaft der 1920er Jahre steht Kassners Weltanschauung daher der Konservativen Revolution nahe.
Nach Kassners physiognomischer Auffassung habe der Mensch in der alten, aristokratischen Ständegesellschaft ein „Gesicht“ gehabt, das durch seine Verbundenheit mit seinem Stand geprägt wurde. Der moderne Mensch der Masse habe jedoch das „Maß“ verloren, das ihn in der Gemeinschaft festhielt; das Gesicht des modernen Menschen sei daher „klaffend“ wie eine Wunde, weil es keine Entsprechung und keine Verankerung in der Welt mehr besitze. Dabei muss das Wort „Gesicht“ in seiner Doppelbedeutung verstanden werden: als vision und visage, das Sehen und das Antlitz. Physiognomisches Deuten ist allerdings nicht etwas, das erlernbar wäre; Kassner stellt sich eher eine Art elitärer Berufung vor. Begabt zur Physiognomik sei nur der „Seher“. Zur wichtigsten menschlichen Fähigkeit wird Kassner die „Einbildungskraft“, die es erst ermöglicht, die Welt als Einheit oder „Gestalt“ anzuschauen und die Dinge „zusammenzusehen“.
Zu den wichtigen geistigen Bewegungen seiner Zeit bezieht Kassner in seinem Werk Stellung: Er gibt sich als ausgesprochener Gegner der Psychoanalyse, die für ihn ein weiteres Symptom der Kulturkrise ist. Sie versuche, in jedem Menschen die extremsten Gelüste – Vatermord, Inzest – aufzudecken und banalisiere so das „Große“. Die Rede von „Intimität“ und „Demaskierung“ war Kassner zuwider. Auf der anderen Seite war Albert Einsteins Relativitätstheorie für ihn die wichtigste Bestätigung seiner philosophischen Erkenntnisse. In Zahl und Gesicht versuchte Kassner sogar eine kulturphilosophische Umdeutung der einsteinschen Theorie in sein eigenes Verständnis von „Raumwelt“ und „Zeitwelt“.
Zwar spielt Kassner in seinen Schriften immer wieder auf aktuelle Ereignisse an und analysiert die aktuelle Gesellschaft, doch geschieht dies in seinem späteren Werk zunehmend in einer Art Privatmythologie, die vieldeutige, „rätselhafte“, oft aber nur unklar definierte Begriffe gebraucht und sich – trotz eindeutiger Zeitkritik – oft nicht auf eine politische Haltung festlegen lässt.
Kassner gab sich selbst politisch schon früh als Europäer, der die Völker Europas zu charakterisieren versuchte, ohne dabei sein eigenes zu favorisieren. Oft gilt gerade den Deutschen (zu denen er sich selbst wegen seiner Abstammung zählte) die schärfste Kritik. Trotz seiner jugendlichen Begeisterung für Treitschke und Chamberlain äußerte er sich selbst nicht offen antisemitisch und heiratete eine Frau jüdischer Abstammung. In seinen Schriften lassen sich dennoch verborgene Abwertungen und Stereotype des Judenbildes nachweisen (vgl. Schmölders in Neumann/Ott 1999).
In seinem Spätwerk erfüllt sich die Tendenz zum mystisch-religiösen Synkretismus; Kassner inszeniert sich als „Zauberer“, der eine magisch-unzugängliche Sprache pflegt, in der er dunkel über die „Mysterien“ und „Geheimnisse“ der Welt spricht, ohne diese aufdecken zu wollen; er spielt mit Motiven des Buddhismus und der indischen Religionen, die er mit christlichen Vorstellungen mischt.
Die frühe Verehrung für Friedrich Nietzsche war Kassner später unangenehm, bereits im Dilettantismus von 1910 wirft er ihm vor, er habe dazu beigetragen, dass nunmehr „jeder Künstler sein wolle“. Zu Kassners großen Einflüssen gehört Søren Kierkegaard, auf dessen christliche Anthropologie er sich immer wieder beruft. Weitere offen genannte Vorbilder sind Blaise Pascal und Platon.
Am nächsten stehen Kassner geistig von seinen Zeitgenossen wohl Hofmannsthal und Rilke, Karl Wolfskehl und Max Picard, Letzterer ebenfalls Verfasser physiognomischer Schriften. Es gibt aber auch eindeutige weltanschauliche Parallelen zu Oswald Spengler.
Neben seinen zahlreichen Publikationen als Essayist – die Werke seiner frühen und mittleren Periode erschienen im Insel-Verlag, die Spätwerke bei Eugen Rentsch, Zürich – trat Kassner auch als Übersetzer hervor. Weite Verbreitung fanden seine Tolstoi-, Gogol- und Dostojewski-Übersetzungen für die Insel-Bücherei und besonders seine Platon-Übertragungen bei Eugen Diederichs. Sein Werk ist in einer zehnbändigen Werkausgabe im Neske-Verlag gesammelt ediert.
Sein Frühwerk wurde gewürdigt von Stefan George, Georg Lukács, Georg Simmel und Walter Benjamin, der ihn allerdings auch scharf kritisiert. Von den Zeitgenossen wurde er teils gelobt – Rudolf Borchardt nannte ihn 1908 den „einzigen echten Mystiker von Rasse“; Friedrich Gundolf attestierte ihm 1911 „Reinheit und Höhe der Gesinnung“; Dolf Sternberger, Fritz Usinger, Hans Paeschke gehörten zu seinen Verehrern. Vielfach stieß er aber auch auf Kritik und Unverständnis, etwa bei Rudolf Alexander Schröder. Thomas Mann bezeichnete sein Buch Zahl und Gesicht als „spitzfindig und preziös“. Friedrich Dürrenmatt (in: Der Rebell) schließt seine Erinnerungen an einen Besuch bei Kassner mit den Worten: „Dass ich Kassner mehr verdanke, als ich ahnte, wird mir erst jetzt bewusst.“

## Auszeichnungen
- 1949 – Gottfried-Keller-Preis
- 1953 – Großer Österreichischer Staatspreis für Literatur
- 1955 – Schiller-Gedächtnispreis des Landes Baden-Württemberg
- 1955 – Österreichisches Ehrenzeichen für Wissenschaft und Kunst

## Schriften (Auswahl)

### Einzelschriften
- Der ewige Jude in der Dichtung. Dissertation 1897 – Nur in einer lückenhaften Abschrift erhalten
- Die Mystik, die Künstler und das Leben 1900
- Der Tod und die Maske: Gleichnisse. Leipzig: Insel 1902
- Motive: Essays. Berlin: Fischer (1906)
- Melancholia: Eine Trilogie des Geistes. Berlin: Fischer 1908
- Der Dilettantismus. 1910
- Von den Elementen der menschlichen Groesse. Insel Verlag, Leipzig 1911 (1954: Insel-Bücherei 593 /1)
- Der indische Gedanke. Leipzig: Insel 1913
- Die Chimäre. Leipzig: Insel 1914
- Zahl und Gesicht: nebst einer Einleitung: Der Umriss einer Universalen Physiognomik. Leipzig: Insel 1919
- Kardinal Newman. Apologie des Katholizismus. München: Drei Masken Verlag 1920
- Die Grundlagen der Physiognomik. Leipzig: Insel 1922
- Die Verwandlung. Physiognomische Studien. Leipzig: Insel 1925
- Die Mythen der Seele. Leipzig: Insel 1927
- Narciss: oder Mythos und Einbildungskraft. Leipzig: Insel. 1928
- Das physiognomische Weltbild. München: Delphin 1930
- Physiognomik. 1932
- Das Buch der Gleichnisse. 1934
- Von der Einbildungskraft. 1936
- Buch der Erinnerung. Leipzig: Insel. 1938. Erlenbach-Zürich: Rentsch 1954 (2. Auflage)
- Transfiguration. Erlenbach-Zürich: Rentsch 1946
- Die zweite Fahrt. Erlenbach-Zürich: Rentsch 1946 – autobiografisch
- Das neunzehnte Jahrhundert. Ausdruck und Grösse. Erlenbach-Zürich: Rentsch 1947
- Die Geburt Christi. Eine Trilogie der Deutung. Erlenbach-Zürich: Rentsch 1951
- Das inwendige Reich: Versuch einer Physiognomik der Ideen. Erlenbach-Zürich: Rentsch 1953
- Das Antlitz des Deutschen in fünf Jahrhunderten deutscher Malerei. Zürich; Freiburg: Atlantis 1954
- Geistige Welten. 1958

Kassner übersetzte außerdem Platon, Aristoteles, André Gide, Gogol, Tolstoi, Dostojewski, Puschkin, John Henry Newman und Laurence Sterne.

### Werkausgabe
- Sämtliche Werke, 10 Bde., hrsg. von Ernst Zinn und Klaus E. Bohnenkamp, Pfullingen: Neske 1969–1991